# Saeffeler Bach

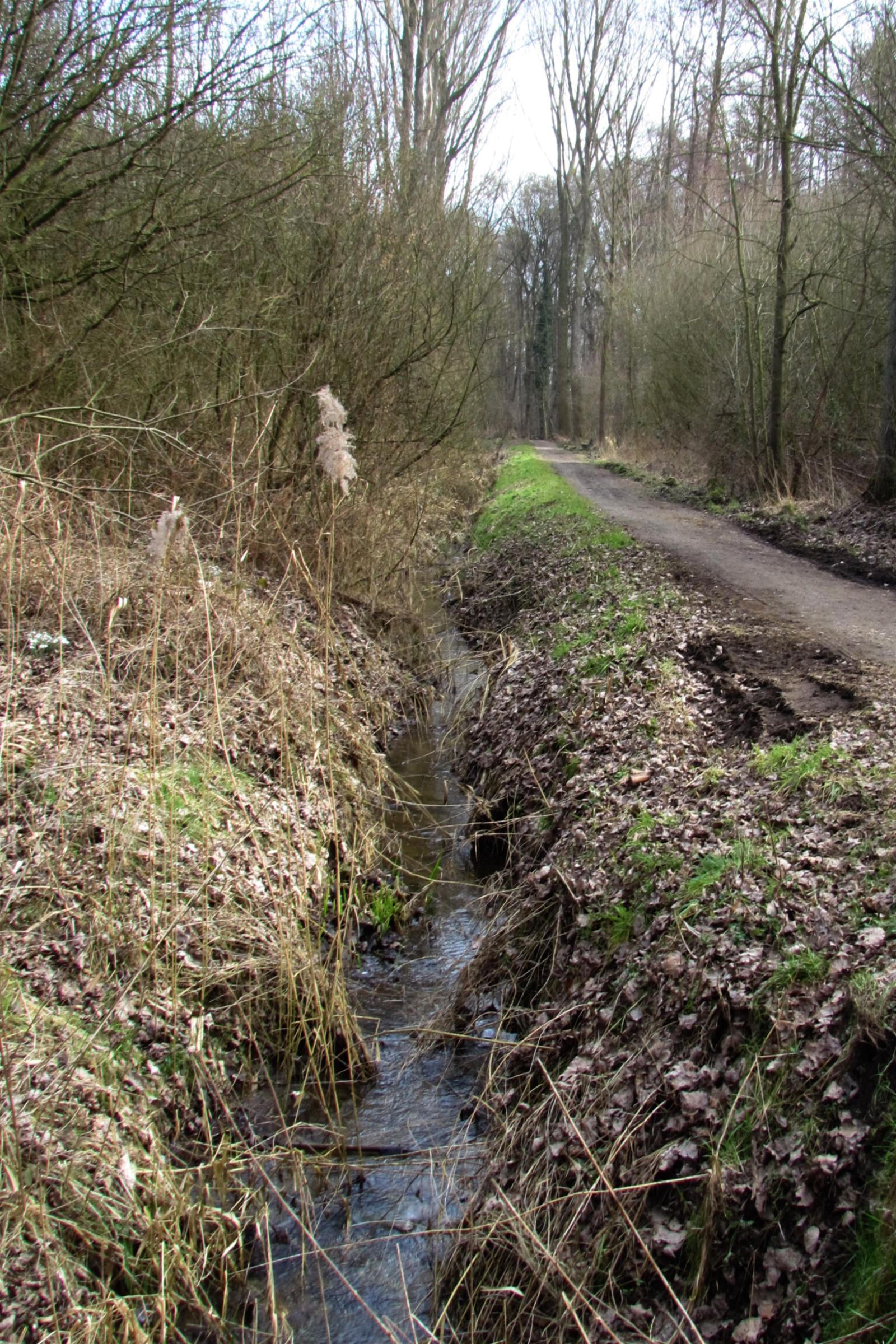
De Saeffelbeek tussen Broichhoven en Saeffelen, nog voor zij de gemeente Selfkant bereikt

De Saeffeler Bach (Nederlands: Saeffelerbeek of Saeffelderbeek), ook Saeffelbeek (Duits: Saeffelbach) of Saeffel, is een waterloop in de Duitse gemeente Selfkant, die deel uitmaakt van het stroomgebied van de Maas. 
De beek ontspringt op de Geilenkirchener Lehmplatte, bij de afvalwaterzuiveringsinstallatie in Birgden en stroomt 12,7 km naar het westen totdat ze bij Isenbruch uitmondt in de Roode Beek. Als Saeffel is de naam van de beek is terug te vinden in de naam van het dorp Saeffelen en ook in de gemeentenaam Selfkant.

## Naam
De Saeffeler Bach staat al eeuwenlang in Nederland bekend onder een Nederlandse naam. Op de topografische kaart van Fricx van de Zuidelijke Nederlanden, Oostelijke helft, uit 1712, wordt zij vermeld als  De Zafel Beeck. Saeffel is niets anders dan een oude schrijfwijze van het Nederlandse woord zavel (van het Latijnse sabulum; "grof zand" of "kiezelzand"),  de naam van een minerale, leemhoudende zandgrond. Het Duits kent daarvoor alleen de benaming Sandboden. Het is dus waarschijnlijk dat de beek eerder in het Nederlands 'Saeffel' is genoemd, maar later in het Duits (door herinterpretatie) ook Saeffeler Bach, en dan verwijzend naar de plaats Saeffelen, die letterlijk betekent Aan de Saeffel. De Saeffelbeek kreeg haar naam ver voor de tijd dat het Hoogduits in deze regio de schrijftaalnorm werd.

## Tweede Wereldoorlog
Aan het einde van de Tweede Wereldoorlog lag het front vier maanden (van 19 september 1944 tot 14 januari 1945) aan de Saeffelbeek. Pas met de Operatie Blackcock wist het Britse leger door te dringen tot aan de Roer.